# أوليفر ديفيس
أوليفر ديفيس (بالإنجليزية: Oliver Davis)‏ هو ممثل أمريكي، ولد في 24 مايو 1993 بلوس أنجلوس في الولايات المتحدة.

## وصلات خارجية
- أوليفر ديفيس على موقع IMDb (الإنجليزية)
- أوليفر ديفيس على موقع قاعدة بيانات الفيلم (الإنجليزية)